# Urrizola-Galáin
Urrizola-Galáin (Urritzola-Galain en euskera de manera oficial) es un concejo de la Comunidad Foral de Navarra perteneciente al municipio de Ulzama. Incluye dos localidades cercanas Urrizola y Galáin, que guardan entre sí una distancia en línea recta de menos de 100 m, pero con una gran pendiente, por lo que el tramo de la carrera NA-4242 que las une tiene cerca de 500 m. Está situado en la Merindad de Pamplona, en la Comarca de Ultzamaldea.

## Demografía
Su población en 2014 fue de 62 habitantes (INE).
| Padrón correspondiente al año > | 2000 | 2002 | 2004 | 2006 | 2008 | 2010 | 2012 | 2014 | 2016 | 2018 |
| Urrizola-Galáin                 | 52   | 52   | 52   | 51   | 54   | 56   | 56   | 62   | 63   | 63   |